# Тиодор Росић
Тиодор Росић (Ушће, Краљево, 13. јун 1950) српски је књижевник, књижевни критичар и професор Универзитета у Крагујевцу.

## Биографија
Основну школу и гимназију завршио је у Новом Пазару. Дипломирао је српски језик и југословенску књижевност на Филолошком факултету у Београду 1976. Завршио постдипломске студије на Филозофском факултету Универзитета у Српском Сарајеву. Магистрирао је под менторством професора др Петра Милосављевића на теми: "Тражим помиловање Десанке Максимовић". Докторску дисертацију, под називом "Иронија у савременој српској поезији", одбранио је на Филозофском факултету у Бањалуци, ментор др Мирко Скакић. 
Кратко време радио је као професор српског језика и књижевности у XIV београдској гимназији. Био уредник књижевног програма Дома културе "Студентски град" у Београду. Држао бројна предавања и циклусе предавања у Задужбини Илије М. Коларца. Посебно се издвајају: "Језички исказ у савременој српкој поезији" и "Апостоли ироније". Учесник бројних научних симпозијума – од "Сопоћанских виђења" у Новом Пазару, преко Међународног научног скупа "Актуелна питања српског језика и књижевности у науци и настави" у Топуском, научних скупова на Филозофском факултету Универзитета у Источном Сарајеву Пале и симпозијума у Сокобањи, до значајног Другог конгреса српских интелектуалаца, одржаног у Београду 1994. Оснивач је и уредник Филолошке библиотеке (Српска књижевна задруга и БИГЗ). Утемељивач је, организатор и предавач Трибине србистике, која се у оквиру "Рашких духовних свечаности" бавила актуелним питањима српскога језика. 
Био је уметнички је директор "Рашких духовних свечаности". До приватизације, био је уредник, директор и главни и одговорни уредник Издавачке делатности БИГЗ-а. Био је секретар Српске књижевне задруге, саветник министра просвете и спорта, уредник књижевних часописа и листова: "Рашка", "Знак", "Књижевна критика", "Светосавско звонце". Приређивач је бројних књига. 
Професор је Методике српског језика и књижевности и Методике развоја говора на Факултету педагошких наука у Јагодини, уредник „Узаданице“, часописа за језик, књижевност, уметност и педгошке науке, Јагодина.
Пише радове из науке о језику, есеје, студије, критике, приказе, поезију, приповетке, романе, бајке и приче за децу. Живи у Београду.

## Награде
- Награда „Милош Црњански”, за књигу есеја Поезија и памћење, 1989.
- Књижевна награда „Невен”, за књигу Господар седам брегова, 1994.
- Награда „Златни беочуг”, за трајни допринос култури Београда, 1999.
- Награда „Ристо Ратковић”, за књигу Балада о грађанину, 2000.
- Награда „Доситејево перо”, за књигу Орлово гнездо, 2000.
- Међународна награда „Ана Франк”, Скопље, 2011.

## Дела

### Поезија
- Лептир (1977),
- Летећа кола (поема, 1980),
- Извештај специјалисте (1989),
- Одбрана од власти (1993),
- Балада о грађанину (изабране песме, 1999);

### Књиге приповедака
- Јарац који се не да узјахати (1987),
- Некрштени дани (1995);
- Срећни сиромах (приче за одрасле и децу, (2003);
- Хаљина госпође Килибарда (2013),

### Роман
- Псећа кожа (1990),

### Драма
- Долина јоргована (1999),

### Књиге есеја
- Поезија и памћење (1988),
- Знаци времена (2003),
- Тражим помиловање Десанке Максимовић (2005),
- Учитељ сутрашњег дана (2009),

### Књижевнотеоријске студије
- О песничком тексту (1989),
- Песнички видови ироније (2007),

### Разговори
- Некрштене године (2010),

### Књига полемика и чланака
- Оковани језик (2000),

### Бајке
- Долина јоргована (1991, 1995, бајке и приче, 2003),
- Орлово гнездо (изабране бајке, 2000),

### Романи-бајке
- Бисерни град (2005),
- Златна гора (2006),
- Син цвет (избор најлепших бајки на македонскоком, 2011)

### Приче за децу и одрасле
- Господар седам брегова (1993, 1996),
- Прича о Мудром Петру (1998);

### Сликовнице
- Женидба Реље Крилатице (1994),
- Бисерни град (2005),
- Чаробна сликовница 1–6 (појединачне бајке из Долине јоргована, 1997).

### Антологије
- Савремена поезија југословенских народа и народности (антологија, 1984),
- Поетика савремене српске поезије (зборник, 1998),
- Најлепше приче за сваки дан / 365 прича из целог света (антологија, 2002),
- Амор и Психа (2002, љубавне приче),
- Најлепше српске народне бајке (антологија, 2003),
- Вилинске приче (антологија прича о вилама из целога света, 1993),
- Патуљци и дивови (антологија прича о патуљцима и дивовима из целог света, 2004), * Српске јуначке приче (антологија, 2005).

### Научни радови у водећим часописима
- 1. "Значењска синтетичност исказа", у: Седам лирских кругова Момчила Настасијевића, зборник радова; у соби-легату браће Настасијевић у Горњем Милановцу одржан је 7. октобра 1994. скуп о лирици Момчила Настасијевића / Наука о књижевности, Поетичка истраживања, књ. 1, Београд – Горњи Милановац, Институт за књижевност и уметност,"Дечје новине", Културно-просветна заједница Србије, 1994, pp. 83-90.
- 2. "О екавском и ијекавском изговору српског језика", Знамен, год. I, бр. 2, Петриња, 1995, pp. 67-69.
- 3. "Наша језичка кућа", у: Српско питање данас – Други конгрес српских интелектуалаца (Београд, 22-23. априла 1994), зборник; група издавача, Београд, 1995, pp. 270.
- 4. "Песничка сновиђења Лазе Костића", Рашка, год. XXVI, бр. 29, pp. 41-46.
- 5. "Морална компонента књижевног дела", у: Зборник Крушевачке филозофске школе, књ. 5, Багдала, Крушевац, 1998, pp. 113-117.
- 6. "Бела светлост спасења", Политика, 9. мај 1998, pp. 25.
- 7. "Поетика савремене српске поезије – општи поглед", у: Поетика савремене српске поезије, зборник; "Градац", Рашка, 1998, pp. 5-9.
- 8. "Песник – зидар илузија", у: Писци о (на)роду свом, разговори с четрдесет пет писаца; Просвета, Ниш, 1998, pp. 169-172.

- 9. "О савременом српском књижевном језику", у: Српска проза данас: Богдан, Стеван и Петар Зимоњић – живот и дјело, зборник радова; Ћоровићеви сусрети писаца у Билећи.  Научни скуп у Гацку, 18-19. септембар, Просвјета-Билећа, Просвјета-Гацко, 1999, стр.  174-177.

- 10. "On Violence", Serbian Literary Quarterly, No 4 winter, 1994. pp. 225-228.
- 11. "Савремена поезија и традиционални облици културе", у: Традиција и савременост, зборник радова; Саопштења поднета на Симпозијуму "Сопоћанска виђења", 28. јуна 1981 у Новом Пазару / Нови Пазар, 1982, pp. 36-40.
- 12. "Песнички и ликовни предмет", у: Поезија и слика, зборник радова; Саопштења поднета на Симпозијуму "Сопоћанска виђења", 24. јуна 1982. у Новом Пазару / Нови Пазар, 1983, pp. 69-73.
- 13. "Фантастика у поезији", у: Књижевност и фантастика, зборник радова; Саопштења поднета на Симпозијуму "Сопоћанска виђења", 22-24. јуна 1983. у Новом Пазару / Нови  Пазар, 1984, pp. 55-65.

- 14. "Функција поезије", у: Уметничко дело и његова сврха; зборник радова; Саопштења поднета на Симпозијуму "Сопоћанска виђења", 22-24. јуна 1983. у Новом Пазару / Нови Пазар, 1985, pp. 40-50.

- 15. "’Продужени’ песнички текстови", у: Сопоћанска виђења 5, зборник радова; Саопштења поднета на Симпозијуму "Могућности великих форми", одржаном у склопу манифестације "Сопоћанска виђења", крајем јуна 1985. у Новом Пазару / Нови Пазар, 1986, pp. 136-141.

- 16. "Елементи старог песништва у старој поезији", Сопоћанска виђења 6, К.М. "Сопоћанска виђења", НРИО "Братство", Нови Пазар, 1987, pp. 63-70.
- 17. "Уметност и слобода", Сокобања, 1994.
- 18. "О екавском и ијекавском изговору српскога књижевног језика", међународни научни скуп, Топуско, 1995.
- 19. "Моћ и немоћ уметности", симпозијум, Сокобања, 1995.
- 20. "Језик и говор у тумачењу Исидоре Секулић", Исидорини дани – научно-књижевни скуп посвећен Исидори Секулић, Коларчев народни универзитет, Веоград, 8. јун 1995. "Наша језичка кућа", у: Српско питање данас – Други конгрес српских интелектуалаца (Београд, 22-23. априла 1994), зборник; група издавача, Београд, 1995, pp. 270."Власт и кич", Сокобањски сусрети, Сокобања, 1996.

- 21. "О савременом српском књижевном језику", саопштење на симпозијуму "Српска проза данас" – "Ћоровићеви сусрети", Билећа, 18. септембар 1999.
- 22. "2000 година хришћанства у уметности средњег Полимља", Ратковићеве вечери поезије, Бијело Поље, 7. септембар, 2000.
- 23. "Поезија и сан", Бранково коло, Сремски Карловци, 13. септембар 2003.
- 24. "Истинита лаж", саопштење на симпозијуму "Српска проза данас" – "Ћоровићеви сусрети", Билећа-Гацко, 18. 09. 2004.
- 25. "Оријентализми и могућности њихове супституције у народним бајкама", Српски језик број XIV / 1–2; Београд, 2009, 431–443.
- 26. "Како је постало царство српско и московско“ Јоксима Новића Оточанина", Зборник Матице српске за књижевност и језик, Нови Сад, вол. 58, бр. 3/2010, pp. 527–535.
- 27. "Настава књижевности у реконституисаном систему српске књижевности", Универзитет у Источном Сарајеву, Филозофски факултет Пале, pp. 393-407.
- 28. "Особеност структурне организације песничког текста као одређујући елемент његовог разумевања", Радови Филозофског факултета, Филозофски факултет Пале, 2011. бр. 13. књ. 1, pp. 149–155.
- 29. "Врзино колоЈоксима Новића Оточанина", Зборник Матице српске за књижевност и језик, Нови Сад, вол. 61, бр. 3/2013, pp. 669-684.
- 30. "Лингвостилистичка анализа у школској интерпретацији песничког текста", Српски језик XIX, Београд, 2014, pp. 6255–635.